# Radarsat-2
Radarsat-2 ist ein kanadischer Erdbeobachtungssatellit.
Er wurde am 14. Dezember 2007 vom kasachischen Weltraumbahnhof Baikonur ins All gebracht. Der Erdbeobachtungssatellit wurde von dem kanadischen Unternehmen MDA Space Missions gebaut und wird von der kanadischen Raumfahrtbehörde, der Canadian Space Agency (CSA) betrieben. Der Satellit verfügt über einen SAR (Synthetic Aperture Radar)-Sensor mit verschiedenen Polarisationsmodi. Unter anderem können im voll-polarimetrischen Modus Daten der vier Kanäle HH, HV, VV sowie VH gleichzeitig aufgezeichnet werden.
Die höchste geometrische Auflösung des Satelliten liegt bei 3 m, wobei die Lagegenauigkeit 100 m beträgt. Es können Daten mit einer Schwadbreite von bis zu 500 km erfasst werden. Die Frequenz des ausgestrahlten Signals beträgt 5,405 GHz (C-Band).
Daten des Satelliten können für eine Vielzahl von Anwendungsbereichen eingesetzt werden, unter anderem zur Landnutzungskartierung, Meereiskartierung, Schiffsüberwachung sowie zur Hochwasserkartierung.
Radarsat-2 ist ein Nachfolger von Radarsat-1.
Radarsat-2 fliegt in einem sonnensynchronen Orbit in 798 km Flughöhe.

## Nutzung
Wie sein Vorgänger Radarsat-1, dient der Satellit neben der Forschung auch für die internationale Zusammenarbeit für Weltraum und Naturkatastrophen.